# Дмитрий Пожарский (лек крайцер, 1953)
Дмитрий Пожарский e лек крайцер на ВМФ на СССР от проект 68-бис, „Свердлов“.

## История на строителството
Заводски номер: 445.
- 31 август 1951 г. – зачислен в списъците на ВМФ.
- 28 февруари 1952 г. – заложен в КСЗ № 189 („Завод С. Орджоникидзе“, Ленинград).
- 25 юни 1953 г. – спуснат на вода.
- 31 декември 1954 г. – въведен в строй.

## История на службата
- 31 януари 1955 г. – влиза в състава на 4-ти флот.
- 24 февруари 1955 г. – преведен в ЧСФ (Червенознаменен Северен флот).
- 7 септември 1955 г. – след преход по Севморпут от Североморск към Далечния Изток е преведен в ЧТОФ.
- 21 – 26 юни 1956 г. – визита в Шанхай.
- През 1964 г. с курсанти на ТОВВМУ на борда, изпълнява поход по маршрут: Японско море, Източнокитайско море, Южнокитайско море, Филипинско море и през Сангарския пролив се връща във Владивосток.
- 28 – 31 март 1968 г. – визита в Мадрас.
- 3 – 6 април 1968 г. – визита в Бомбай.
- 17 – 24 април 1968 г. – визита в Могадишу.
- 11 – 19 май 1968 г. – визита в Ум Каср, Ирак.
- 25 май – 2 юни 1968 г. – визита в Карачи.
- 5 – 9 юни 1968 г. – визита в Бандар Абас.
- юни 1968 г. – визита в Аден.
- 6 – 11 юли 1968 г. – визита в Коломбо.
- 25 април 1969 г. – 23 октомври 1970 г. – основен ремонт на „Далзавод“, Владивосток.
- 10 ноември 1974 г. – 10 юни 1975 г. – носене на бойната служба, в Индийския океан. Следене на самолетоносача „Констелейшън“. Посещава Мадрас, Могадишу, Аден, Порт Луи.
- Пристигайки в Порт Луи, екипажа на кораба от 15 февруари до 1 март 1975 г. заедно с ПМ-125 две седмици оказва помощ на неговото население, пострадал от последствията на тропическия ураган „Жервез“[2].
- юни-юли 1977 г. морска практика на курсантите от 1-ви курс на ТОВВВМУ „С.О. Макаров“. Обикалят около Япония, през [[Thumbnail for Корейски проток

Корейски проток|Корейския пролив]], след това с посещение в Советская Гаван (престой 3 дни) и обратно във Владивосток през четвъртия Курилски пролив и през пролива Лаперуза.
- 30 януари 1979 г. – изваден от бойния състав на ВМФ, законсервиран и поставен във Владивосток на стоянка.
- 5 март 1987 г. – разоръжен и изключен от състав на ВМФ.
- 16 септември 1987 г. – разформируван.
- 1990 г. – продаден на частна индийска фирма за скрап.

## Командири
- Григориев, Виктор Гаврилович
- Колишкин, И.М. (1955 – 1956)
- Казенний, Б.В. (1956 – 1957)
- Щербаков, А.А. (1957 – 1961)
- Косяченко, Марк Алексеевич (1961 – 1963)
- Дорогин, Л.Н. (1963 – 1965)
- Ясаков, Н.Я. (1965 – 1968)
- Сидоров, А.М. (1968 – 1969)
- Довбня, Петр Иванович (1969 – 1972)
- Громов, Феликс Николаевич (октомври 1972 – октомври 1975)
- Сергеев, Валерий Николаевич (октомври 1975 – март 1979)
- Мишанов, Валентин Григориевич